# Castorocauda
Castorocauda byl rod dávného savcovitého plaza ze skupiny Cynodontia. Žil v období střední až svrchní jury, asi před 164 miliony let, na území současné severní Číny (autonomní oblast Vnitřní Mongolsko). Šlo o vysoce specializovaný typ savce, který se vyvinul pro obojživelný život, podobně jako dnes vydry nebo bobři. Jeho dvouslovné vědecké jméno doslova znamená "s ocasem bobra, podobný vydře". Svojí ekologií i anatomií se tento jurský savec z vyhynulé skupiny Docodonta skutečně podobal dnešním ve vodě žijícím savcům. Fosilie kastorokaudy byly objeveny v roce 2004 a popsány týmem paleontologů o dva roky později. Význam tohoto nálezu spočívá zejména v poskytnutí lepší představy o evoluční diverzifikaci druhohorních savců v době nadvlády neptačích dinosaurů nad suchozemskými ekosystémy.

## Velikost
Castorocauda byl savec o odhadované hmotnosti asi 500 až 800 gramů a tělesné délce minimálně 42,5 cm. Patří tak k největším známým druhohorním savcům, kteří obvykle nepřesahovali velikost současného potkana.